# L'Année dernière à Marienbad
 L'Année dernière à Marienbad és una pel·lícula francesa en blanc i negre dirigida per Alain Resnais estrenada el 1961. Va rebre el Lleó d'Or a la Mostra de Venècia el mateix any. El guió i el muntatge són d'Alain Robbe-Grillet, que es va basar en la novel·la fantàstica La Invenció de Morel  de l'escriptor argentí Adolfo Bioy Casares.
La pel·lícula és famosa per l'ambigüitat de la seva estructura narrativa, que ha dividit molt les crítiques. La dimensió onírica i la confusió entre realitat i il·lusió han inspirat després molts realitzadors.

## Argument
En un gran hotel de luxe, un home intenta convèncer un dona que han tingut una relació l'any abans a Marienbad.

## Repartiment
- Delphine Seyrig: A, la dona morena
- Giorgio Albertazzi: X, l'home amb accent italià
- Sacha Pitoëff: M, el jugador inveterat
- Françoise Bertin: un personatge de l'hotel
- Luce Garcia-Ville: un personatge de l'hotel
- Héléna Kornel: un personatge de l'hotel
- Françoise Spira: un personatge de l'hotel
- Karin Toeche-Mittler
- Pierre Barbaud: un personatge de l'hotel
- Wilhelm von Deek: un personatge de l'hotel
- Jean Lanier: un personatge de l'hotel
- Gérard Lorin: un personatge de l'hotel
- Davide Montemuri: un personatge de l'hotel
- Gilles Quéant: un personatge de l'hotel
- Gabriel Werner

## Premis
- Premi Méliès el 1961
- Lleó d'Or a Venècia el 1961
- Nominació a Oscar al millor guió original (Alain Robbe-Grillet)[1]

## Rodatge
La pel·lícula va ser rodada principalment a Baviera, al parc del Palau de Schleissheim, a l'Antiquarium de Múnic, i als palaus de Nymphenburg i d'Amalienburg, així com en estudi a París.

## Rebuda de la crítica
Si bé és considerada per molts com una obra mestra,  L'Annèe dernière à Marienbad  ha suscitat igualment reaccions negatives extremadament fortes.
El crític Michel Mourlet, per exemple, ha criticat la pel·lícula i generalment l'obra d'Alain Robbe-Grillet. Denuncia el fet que 
| « | l'objecte més anecdòtic es troba en el mateix nivell que el més important. | » |

 Hi veu un 
| « | esteticisme acadèmic i buit | » |

.

A propòsit de L'Année dernière à Marienbad  i d'Hiroshima mon amour, escriu: 
| « | Cap coneixement de l'actor, cap imperi sobre la decoració, els elements, cap sentit del relat, res més que pobres petites proves d'intel·lectuals que juguen greument a fer cinema | » |

 Mourlet precisa: «Que per cansar-se una hora trenta, d'un avorriment negre, dens, irremeiable, molta gent s'esperi i pagui... Per consideracions d'aquest ordre l'interès de L'Année dernière à Marienbad  sembla considerable. ».
Jacques Lourcelles, en el seu Dictionnaire des films , considera la pel·lícula de Resnais com «una de les més insanes que el cinema hagi produït ».
| «                            | Només compta la bellesa barroca de l'obra, deliberadament repetitiva, sense equivalent en el cinema. Èxit d'esnobisme típicament sixties? L'esnobisme, de vegades, té coses bones. | » |
| — Michel Grisolia, L'Express | |   |

## Al voltant de la pel·lícula
L'actriu Françoise Spira havia filmat el rodatge de la pel·lícula amb una càmera de 8 mm. Volker Schlöndorff ha reprès les seves imatges per fer-ne un documental titulat Records d'un any a Marienbad.
La pel·lícula ha estat penjada al lloc de la revista La Règle du jeu  el febrer de 2010.

## Influencia
L'impacte de L'Année dernière à Marienbad  ha estat perceptible en les obres de cineastes francesos com Agnès Varda, Margueritte Duras i Jacques Rivette, o de figures internacionals com Ingmar Bergman i Federico Fellini.
Entre les pel·lícules que deuen més a la influència "Marienbad  sonen sovint els noms de The Shining, de Stanley Kubrick, i Inland Empire, de David Lynch.
Terence Young ha explicat que havia elaborat els crèdits d'obertura de la pel·lícula James Bond Des de Rússia amb amor amb  L'Année dernière à Marienbad.
Peter Greenaway va explicar que la pel·lícula és la influència més important sobre el seu treball (i que ell mateix s'ha convertit en un estret col·laborador del director de fotografia Sacha Vierny).
Després de l'estrena de la pel·lícula Inception, el 2010, molts van fer fixar-se en el seu director Christopher Nolan per les similituds amb  L'Année dernière à Marienbad. Inception  presentava en efecte una estructura narrativa jugant amb la percepció de l'espectador de la realitat. En una entrevista, Nolan va reconèixer la influència de la pel·lícula, que mai no havia vist tanmateix abans de la realització d'Inception , dient:
| « | Tothom m'acusava d'haver copiat la pel·lícula, però mai de fet no havia tingut l'ocasió de veure-la. L'he vist i m'he dit "Oh, wow. La gent pensarà que hi ha passatges d'Inception que he copiat directament de L'Année dernière à Marienbad. (…) [El que això vol dir, és que] he copiat les pel·lícules que han copiat L'Année dernière à Marienbad , sense haver vist l'original. És verdaderament en aquest punt una font d'idees sobre les relacions entre el somni, la memòria i així successivament, i és verdaderament allò de què tracta Inception. Però la nostra pel·lícula té més explosions. | » |

 L'estil visual de la pel·lícula ha estat igualment imitat en nombroses publicitats.